# Willughbeia grandiflora
Willughbeia grandiflora är en oleanderväxtart som beskrevs av William Turner Thiselton Dyer och Joseph Dalton Hooker. Willughbeia grandiflora ingår i släktet Willughbeia och familjen oleanderväxter. Inga underarter finns listade i Catalogue of Life.